# 韩复东
韩复东（1917年—1997年1月25日），原名韩玉富，奉天省（今辽宁省）黑山县人，中国人民解放军开国大校、中华人民共和国体育界领导人。

## 生平
1936年，韩复东任张学良侍卫室少尉副官，参加了西安事变。1938年入延安抗大学习。1938年参加中国共产党。历任陕甘宁边区东北干部队（业余篮球队队长）。随东干队到抗日前线的冀中军区，任军区司令部股长。冀中五一大扫荡后奉命到平汉路东的敌后侦察调研。晋绥军区侦通科科长、东北民主联军第四纵队第十二师第35团团长。在塔山阻击战中，韩复东率部坚守白台山阵地达六个昼夜。后来，韩复东任第四野战军第41军第123师第368团团长、第41军第121师参谋长，参加了平津战役、衡宝战役、广西战役等战役。
中华人民共和国成立后，韩复东历任第121师师长，中国人民解放军训练总监部体育局局长，国家体委球类司司长，中央军委办公厅副主任，中国人民解放军总参谋部军训部副部长，顾问，社会主义国家友军体委副主席，中华全国体育总会副主席，解放军体委主任，第三十八届国际军事体育理事会执委会副主席，中国老年体协副主席，中国登山协会主席，
1957年11月，周恩来总理、贺龙副总理兼国家体委主任批复“中苏联合组建登山队，从北坡攀登珠峰”。中苏双方制定了三年计划：1958年侦察，1959年试登，1960年登顶。贺龙亲自担任登山指挥部总指挥，韩复东去西藏任前线总指挥。西藏工委成立了登山支援委员会，修建从日喀则到珠峰北坡大本营的公路。
1997年1月25日，韩复东在北京病逝，享年80岁。